# Gán nhãn từ loại
Trong ngôn ngữ học ngữ liệu (corpus linguistics), gán nhãn từ loại (tiếng Anh: part-of-speech tagging, hay POS tagging, PoS tagging, POST, gán nhãn ngữ pháp) là qua trình đánh dấu một từ trong văn bản (ngữ liệu) tương ứng với một từ loại nào đó, dựa theo định nghĩa và bối cảnh văn phạm của từ đó. Một hình thức đơn giản hóa của gán nhãn từ loại thường được dạy cho trẻ em ở độ tuổi đi học, đó là xác định các từ loại như danh từ, động từ, tính từ, trạng từ, vân vân.